# Takuya Aoki
Takuya Aoki (jap. 青木 拓矢, Aoki Takuya; * 16. September 1989 in Takasaki, Präfektur Gunma) ist ein japanischer Fußballspieler. 

## Karriere
Takuya Aoki erlernte das Fußballspielen in Schulmannschaften der Takasaki Notsuke Elementary, Takasaki Kataoka Jr. High School und der Maebashi Ikuei High School. Seinen ersten Vertrag unterschrieb er 2008 bei Ōmiya Ardija. Der Verein aus Ōmiya-ku spielte in der höchsten Liga des Landes, der J1 League. Für den Club absolvierte er 127 Erstligaspiele und schoss dabei elf Tore. 2014 wechselte er zum Ligakonkurrenten Urawa Red Diamonds. Der Club ist ebenfalls in der Millionenstadt Saitama beheimatet. 2014 und 2016 wurde er mit dem Club Vizemeister. Den J.League Cup gewann er 2016. 2017 gewann er mit den Urawa Reds die AFC Champions League, 2019 verlor man das Finale und wurde Zweiter. Den Kaiserpokal gewann er 2018. Nach 170 Spielen für die Diamonds wechselte er Anfang 2021 zum Ligakonkurrenten FC Tokyo.

## Erfolge
Urawa Red Diamonds
- Japanischer Vizemeister: 2014, 2016
- Japanischer Ligapokalsieger: 2016
- AFC-Champions-League-Sieger: 2017
- Japanischer Pokalsieger: 2018